# Elkton, Tennessee
Elkton är en ort (city) i Giles County i delstaten Tennessee i USA. Staden hade 545 invånare, på en yta av 5,16 km² (2020).